# Sweden Hockey Games
Sweden Hockey Games (SHG) är en årlig internationell ishockeyturnering för herrlandslag som hade premiär 1991 och vanligtvis spelas i Globen i Stockholm i Sverige. Vinnaren erhåller Globen Cup.
I turneringen, som ingår i Euro Hockey Tour, deltar vanligtvis Finland, Ryssland, Sverige och Tjeckien. Finland deltog första gången 1997, och från 1992 till 2003 deltog även Kanada. Sedan Euro Hockey Tour startades säsongen 1996–1997 deltog Kanada i turneringen Sweden Hockey Games, men utom tävlan i Euro Hockey Tour.
Kalenderåret 2001 spelades två turneringar: en i början av februari, då turneringen brukar spelas och en i början av november. Kalenderåret 2002 spelades ingen turnering men 2003 var turneringen tillbaka i februari. Viktigt att påpeka är att det Internationella ishockeyförbundet räknar efter internationella ishockeysäsonger vilka löper över årsskiften och inte över kalenderår. Sedan turneringen i februari 2001 spelas även en så kallad utbrytningsmatch på annan ort i första omgången.
I september 2013 meddelades att turneringen skulle läggas ner efter säsongen 2013–2014. Den 19 januari 2016 meddelade Svenska Ishockeyförbundet att turneringen återigen skall börja spelas under säsongen 2016–2017.
2017 spelades turneringen i Scandinavium i Göteborg. 2018 var turneringen tillbaka i Globen i Stockholm, även om matcher då också spelades i Scaniarinken i Södertälje.

## Sponsorer
2006 bytte turneringen i sponsorsammanhang namn till "LG Hockey Games" efter att LG Electronics gått in som huvudsponsor, vilket 2012 ändrades till "Oddset Hockey Games" då Svenska Spel gick in som huvudsponsor, vilket man var fram till 2014. Från 2018 kallades turneringen i sponsorsammanhang "Beijer Hockey Games".

## Vinnare
Totalt antal segrar inom parentes.
| År              | Vinnare           | 2:a plats | 3:e plats       |
| --------------- | ----------------- | --------- | --------------- |
| 1991            | Sovjetunionen (1) | Sverige   | Finland         |
| 1992            | Kanada (1)        | OSS       | Tjeckoslovakien |
| 1993            | Sverige (1)       | Tjeckien  | Ryssland        |
| 1994            | Tjeckien (1)      | Sverige   | Kanada          |
| 1995            | Sverige (2)       | Ryssland  | Tjeckien        |
| 1996            | Sverige (3)       | Tjeckien  | Ryssland        |
| 1997            | Finland (1)       | Sverige   | Ryssland        |
| 1998            | Sverige (4)       | Tjeckien  | Finland         |
| 1999            | Finland (2)       | Sverige   | Kanada          |
| 2000            | Finland (3)       | Tjeckien  | Kanada          |
| 2001 (februari) | Sverige (5)       | Finland   | Kanada          |
| 2001 (november) | Sverige (6)       | Tjeckien  | Finland         |
| 2003            | Ryssland (2)      | Sverige   | Kanada          |
| 2004            | Sverige (7)       | Tjeckien  | Ryssland        |
| 2005            | Sverige (8)       | Tjeckien  | Ryssland        |
| 2006            | Ryssland (3)      | Ryssland  | Sverige         |
| 2007            | Sverige (9)       | Ryssland  | Tjeckien        |
| 2008            | Ryssland (4)      | Finland   | Sverige         |
| 2009            | Sverige (10)      | Ryssland  | Finland         |
| 2010            | Finland (4)       | Tjeckien  | Ryssland        |
| 2011            | Sverige (11)      | Ryssland  | Finland         |
| 2012            | Sverige (12)      | Tjeckien  | Ryssland        |
| 2013            | Finland (5)       | Tjeckien  | Ryssland        |
| 2014            | Finland (6)       | Tjeckien  | Sverige         |
| 2017            | Ryssland (5)      | Tjeckien  | Sverige         |
| 2018            | Finland (7)       | Sverige   | Ryssland        |
| 2019            | Tjeckien (2)      | Ryssland  | Sverige         |
| 2020            | Sverige (13)      | Tjeckien  | Finland         |
| 2021            | Ryssland (6)      | Sverige   | Tjeckien        |
| 2022            | Tjeckien (3)      | Sverige   | Schweiz         |
| 2023            | Sverige (14)      | Finland   | Tjeckien        |
| 2024            | Finland (8)       | Sverige   | Tjeckien        |
| 2025            | Finland (8)       | Tjeckien  | Schweiz         |

## Statistik

### Medaljtabell
| Pos | Lag                            | Guld | Silver | Brons | Totalt |
| --- | ------------------------------ | ---- | ------ | ----- | ------ |
| 1   | Sverige                        | 14   | 7      | 5     | 26     |
| 2   | Finland                        | 8    | 4      | 7     | 18     |
| 3   | Ryssland / OSS / Sovjetunionen | 6    | 6      | 9     | 21     |
| 4   | Tjeckien / Tjeckoslovakien     | 3    | 13     | 4     | 19     |
| 5   | Kanada                         | 1    | 0      | 5     | 6      |
| 6   | Schweiz                        | 0    | 0      | 1     | 1      |

### Fotnoter
1. ↑  Isak Angerbjörn (16 september 2013). ”Oddset Hockey Games läggs ner” (på svenska). SVT Sport. https://www.svt.se/sport/tre-kronor/klubblags-em-i-stallet-for-euro-hockey-tour. Läst 10 december 2014.
2. ↑  ”Sweden Hockey Games tillbaka” (på svenska). Dagens nyheter. 19 januari 2016. http://www.dn.se/sport/ishockey/sweden-hockey-games-tillbaka/. Läst 20 januari 2016.
3. ↑  ”Sweden Hockey Games tillbaka” (på svenska). Svenska Dagbladet. 19 januari 2016. https://www.svd.se/sweden-hockey-games-tillbaka. Läst 29 maj 2021.
4. ↑  ”Sweden Hockey Games i Göteborg” (på svenska). Svenska Dagbladet. 1 december 2016. https://www.svd.se/sweden-hockey-games-i-goteborg. Läst 24 juni 2021.
5. ↑  Peter Ekholm (8 februari 2018). ”Här spelas Sweden Hockey Games” (på svenska). Hockeysverige. https://hockeysverige.se/2018/02/08/klart-har-spelas-sweden-hockey-games. Läst 24 juni 2021.